# Grauballegård
Grauballegård er en hovedgård som er dannet i 1660 ved sammenlægning af 4 gårde i Grauballe By. Gården ligger i den nordlige ende af Grauballe By ved landvejen Silkeborg-Ans i Svostrup Sogn i Silkeborg Kommune. Hovedbygningen er opført i 1866. Grauballegård Gods drives sammen med Ørvadgaard i Sejling og Bakkegaarden, Gammel Mosegaard og Bechsminde i Lemming med et areal på 480 hektar, og drives med svineproduktion, planteavl og energiproduktion.

## Ejere af Grauballegård
- (1660-1690) Henrik Andersen Wendelboe
- (1690-1695) Enke Fru Wendelboe gift (2) Augsborg
- (1695-1706) Jens Jensen Augsborg
- (1706-1735) Niels Henriksen Wendelboe
- (1735-1774) Christian Thomsen Fischer
- (1774-1775) Christian Mouritzen Fischer / Johan Arenbold Mouritzen Fischer
- (1775-1804) Johan Arenbold Mouritzen Fischer
- (1804-1808) N. Secher
- (1808-1809) Enke Fru Secher
- (1809-1810) Johan Conrad Schuchardt
- (1810-1813) Albert Stabell
- (1813-1824) Christian Carl Alberti
- (1824-1835) Gotfred Hagerup
- (1835) Anna Elise Lindberg gift Alberti
- (1835-1836) A. H. Hillebrandt / V. B. Munck
- (1836-1855) A. H. Hillebrandt
- (1855-1856) Frederik M. lensgreve von Knuth-Knuthenborg
- (1856-1857) Frederik M. lensgreve von Knuth-Knuthenborgs dødsbo
- (1857-1895) A. H. Hillebrandt
- (1895-1897) A. H. Hillebrandts dødsbo
- (1897-1909) Fritz Neukirch
- (1909-1910) Konsortium
- (1910-1912) Fritz Neukirch
- (1912-1955) Johannes Laursen
- (1955-1985) Arne Busk Laursen
- (1985-1992) Jens Busk Laursen
- (1992-2001) H. C. Ebbesen / Jacob Ebbesen
- (2001-2006) Jacob Ebbesen / Gurli Ebbesen / Jens Ebbesen / Maria Bast
- (2006-2009) Jacob Ebbesen
- (2009-2013) Christine Ebbesen
- (2013-2015) Grauballegaard Ejendomme
- (2016-) Mads Niær Kristensen